# Вечер старинных русских водевилей
«Вечер старинных русских водевилей» — фильм-спектакль в постановке театра имени Евгения Вахтангова, в котором представлены два водевиля:
- «Дайте мне старуху», балетмейстер Дмитрий Брянцев, музыка Михаила Глинки, Петра Булахова, Бориса Соколова и Фёдора Кони
- «Девушка-гусар», балетмейстер Тамара Ткаченко, музыка Николая Шереметьева, Бориса Соколова.

## Сюжет
Фильм начинается с повествования провинциального актёра Льва Гурыча Синичкина из водевиля Ленского (Григорий Абрикосов) и его дочери Лизаньки (Людмила Дребнёва), которые переносят зрителя в зал старого провинциального театра середины XIX века.
- «Дайте мне старуху» — Заезжий антрепренёр, в прошлом гусар Логин Осипович Пустернак, который решил в Ковылках «поправить свои делишки и свой балаган открыть», разыскивает актрису на роль старухи, предыдущая просто сбежала; — «Пьесу выставил на Афишу, билетов продал два десятка, а старухи нет». В поисках ему помогает актёр, декоратор и на все руки мастер Карп Силыч Полуда. Но всё безуспешно. И вот Логин получает письмо от своей старой возлюбленной (имени её он не помнит), которая возмущена его поведением… И вдруг на пороге появляется старуха, но Пустернак и Полуда смеются — не представляя её в качестве актрисы, прогоняют. Затем появляется Экономка, к которой пристаёт её помещик — и тоже хочет стать актрисой, но вот беда — «язык не по нашему устроен».

- «Девушка-гусар» — События происходят в Штутгарте 9 июля 1815 года, из России возвращается капитан Роланд, где с 1812 года находился в плену, с тем, чтобы забрать у владельца пансиона «для благородных детей мужского пола» — Карла Лермана, своего «сына» — ребёнка, спасённого из сожжённой дачи ещё в октябре 1805 года. Но вот неожиданность — «сын» оказывается прелестной девицей Габриэль, которая, чтобы не расстраивать своего покровителя («отца»), переодевается в гусара, отказываясь с ним уезжать в Париж сообщает, что обручена с Лорой (племянницей Лермана), к которой сватается сын первого пивовара трёх округов — Фрейтаг. Фрейтаг застаёт вначале Лору с Габриэль, а потом Лору с Роландом за поцелуем и готовится к дуэли с Габриэль.

## В ролях
- Григорий Абрикосов — Лев Гурыч Синичкин, старый провинциальный актёр;
- Людмила Дребнёва — Лизанька, дочь Льва Гурыча;
- Юрий Яковлев — Логин Осипович Пустернак, антрепренёр;
- Людмила Максакова — Прасковья Петровна Клеткина;
- Эрнст Зорин — Карп Силыч Полуда;
- Василий Лановой — Роланд, капитан;
- Юрий Волынцев — Карл Лерман;
- Ирина Калистратова — Габриэль, воспитанница Лермана;
- Ольга Гаврилюк — Лора, племянница Лермана;
- Евгений Шершнев — Фрейтаг, пивовар, жених Лоры;

## Съёмочная группа
- Постановка: Евгений Симонов
- Режиссёр-постановщик: Лидия Ишимбаева[2]
- Ассистент режиссёра: С. Тарасюк,
- Операторы-постановщики: Вячеслав Ефимов, Геннадий Алексеев
- Художник-постановщик: Игорь Морозов[3]
- Художник по костюмам: Н. Ливитина
- Художник по гриму: З. Воробьёва
- Художник по монтажу: О. Костинский
- Звукорежиссёры: Э. Олейникова, Е. Зыбина
- Музыкальный редактор: Т. Гудкова
- Редактор: Р. Губайдулин